# Briquet
Pour les articles homonymes, voir Briquet (homonymie).
Un briquet est une petite pièce d’acier dont on se servait pour créer par percussion avec un silex une étincelle, et par extension moderne un dispositif pyrotechnique autonome, destiné à produire une flamme ou une étincelle suffisamment puissante pour déclencher l'embrasement d'un combustible. Le carburant utilisé est stocké au sein d'un réservoir, et le comburant est le dioxygène présent dans l'air.
Le briquet est souvent destiné à être transportable facilement et dans ce cas sa taille lui permet généralement d'être tenu dans une main. Il est couramment utilisé pour allumer des cigarettes, cigares, pipe, feux de cheminée...

## Le briquet à silex en acier

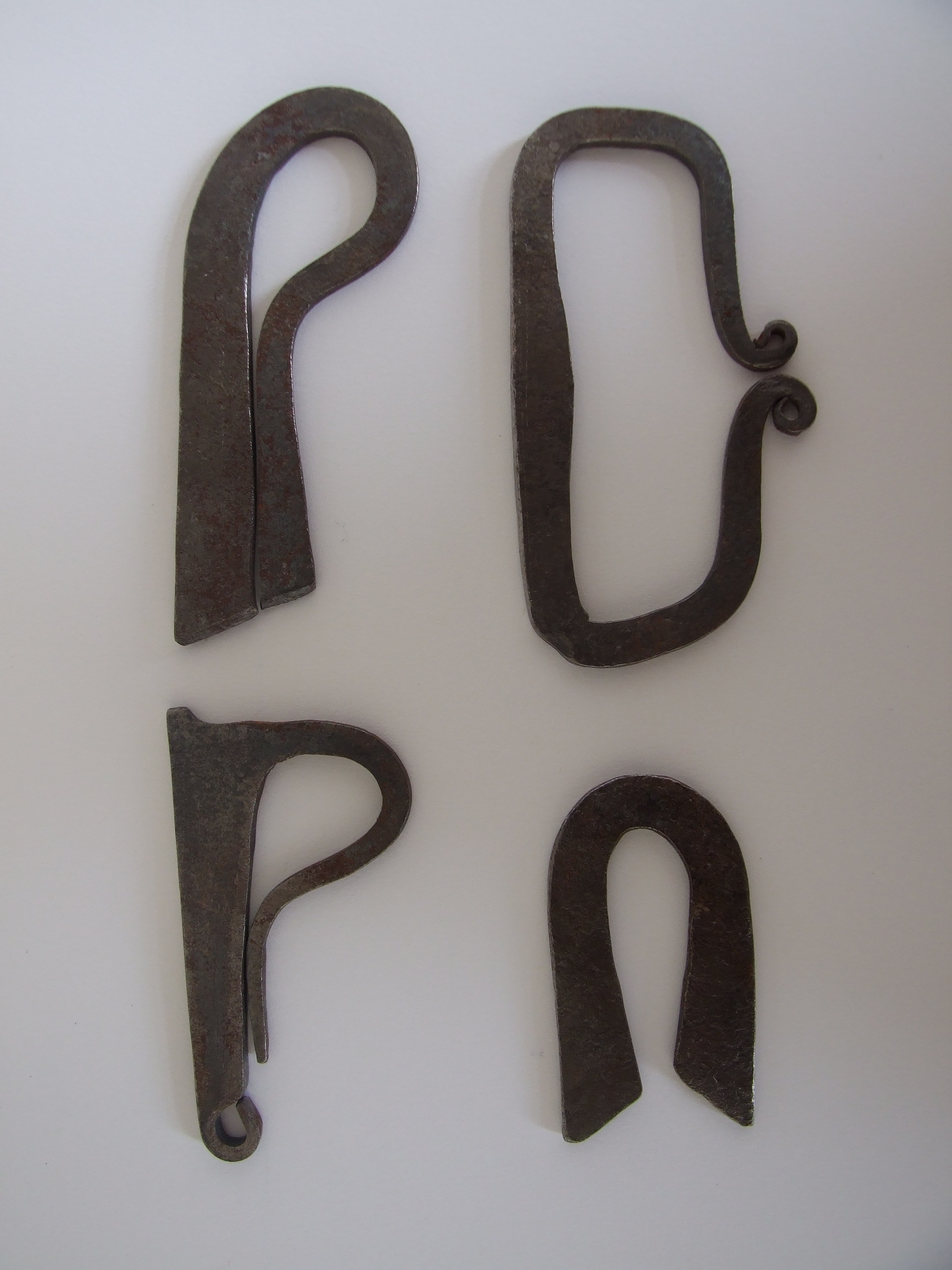
Assortiment de briquets à silex en aciers.

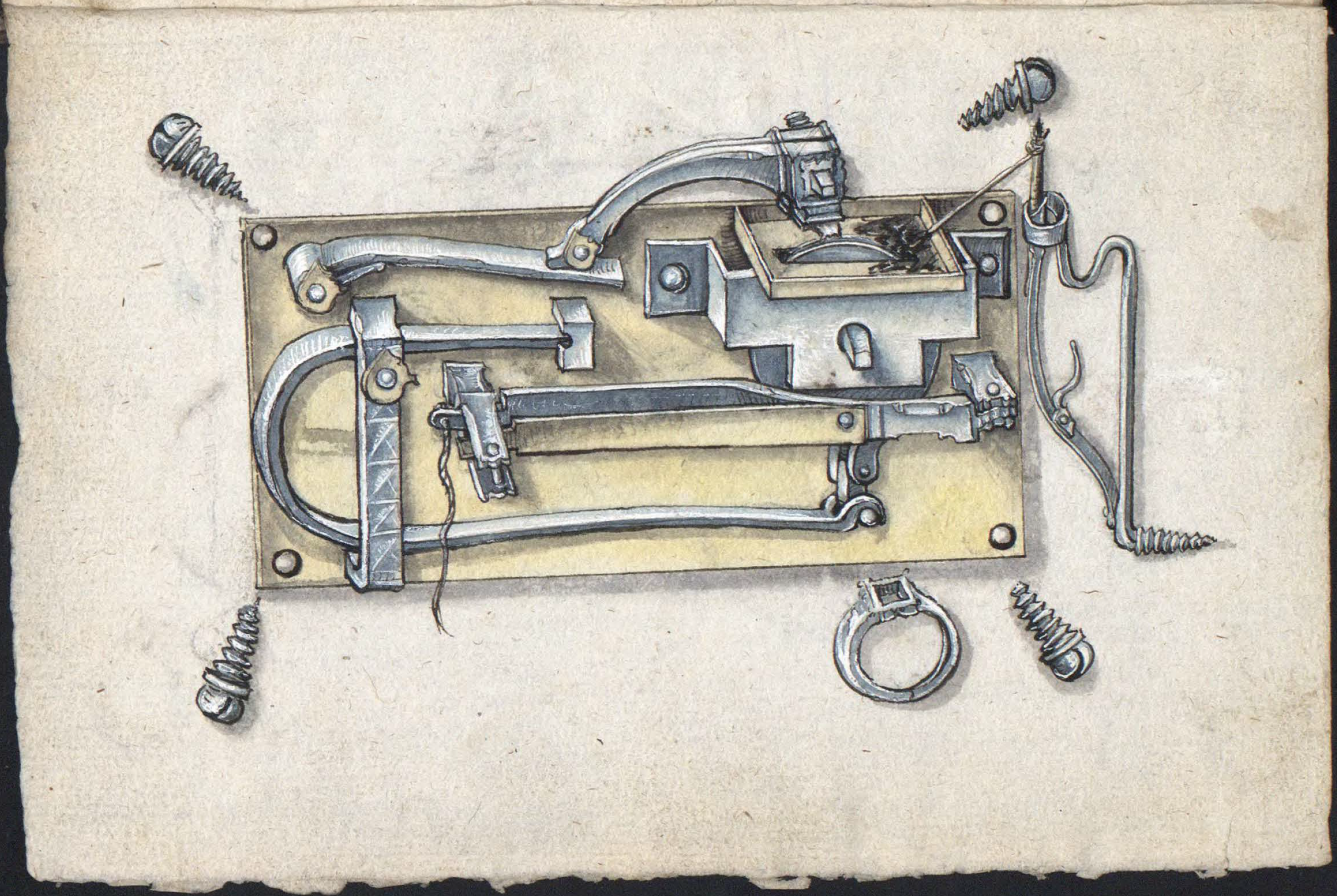
Briquet à serrure de roue automatique activé par l'ouverture d'une porte, du codex de Löffelholz de 1505.

Une méthode très ancienne pour faire du feu, encore utilisée de nos jours, est d'utiliser un briquet en métal, frappé contre un éclat de silex à bords tranchants. Le briquet à silex est forgé dans un acier à haute teneur en carbone. Par percussion sur un silex, la pièce d'acier produit des étincelles qui créent des braises qui communiquent leur chaleur à un initiateur (amadou, mèche de coton trempée dans une solution de jaune de plomb ou de salpêtre ou du coton carbonisé) qui est en mesure alors de déclencher la combustion. Ce même principe était utilisé jadis par les premiers fusils et pistolets.
Ces briquets prennent plusieurs formes : briquet rotatif, horloge-briquet, pistolet-briquet.

## Briquets modernes

### Briquets électriques à résistance chauffante
Imaginé en 1874 par Gaston Planté, le « briquet de Saturne » est constitué d'une pile fournissant un courant électrique qui fait rougir un fil de platine. Ce principe est, encore aujourd'hui, à la base des allume-cigares.

### Briquets à arc électrique
Les briquets à arc électrique sont constitués d'une pile fournissant un courant électrique qui alimente un transformateur délivrant du courant électrique de haute tension à deux électrodes en laiton produisant un arc électrique en continu.

### Briquets chimiques
Vers 1820 apparaît le « briquet Fumade », du nom de ses inventeurs, qui contenait de l'acide sulfurique dans lequel on plongeait une allumette chimique :

« Gavroche replongea dans l'obscurité. Les enfants entendirent le reniflement de l'allumette enfoncée dans la bouteille phosphorique. L'allumette chimique n'existait pas encore ; le briquet Fumade représentait à cette époque le progrès. Une clarté subite leur fit cligner les yeux ; Gavroche venait d'allumer un de ces bouts de ficelle trempés dans la résine qu'on appelle rats de cave. Le rat de cave, qui fumait plus qu'il n'éclairait, rendait confusément visible le dedans de l'éléphant. »

— Victor Hugo, Les Misérables (1862) 

### Briquets à amadou

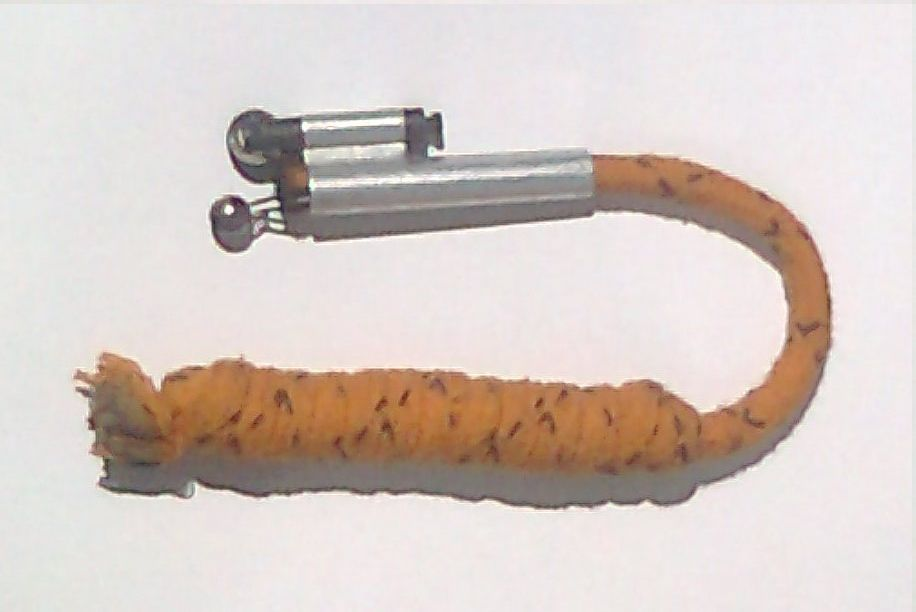
Briquet « à amadou » moderne.

Historiquement, le « briquet » est une pièce métallique avec laquelle on percute un silex pour produire des étincelles et rendre incandescent un morceau séché d'amadou, matière spongieuse tirée du champignon appelé Amadouvier.
À partir des années 1840, l'amadou est remplacé par une mèche de coton saturée de jaune de plomb. On le nomme cependant encore « briquet à amadou » par tradition. Vers 1900, l'invention du ferrocérium par le chimiste autrichien Carl Auer von Welsbach permet d'allumer cette mèche plus facilement, par l'étincelle d'une molette en acier en contact avec cette pierre à briquet. Sans combustible associé, la mèche devient simplement incandescente et ne produit pas de flamme. La molette d'acier est juxtaposée à la mèche par un dispositif qui permet, en tirant sur celle-ci, d'étouffer la braise après usage.
Pour produire directement une flamme, sans passer par l'étape de combustion lente, il faut attendre la généralisation du briquet à essence au cours de la première moitié du XXe siècle.

### Briquets à essence, briquets des tranchées

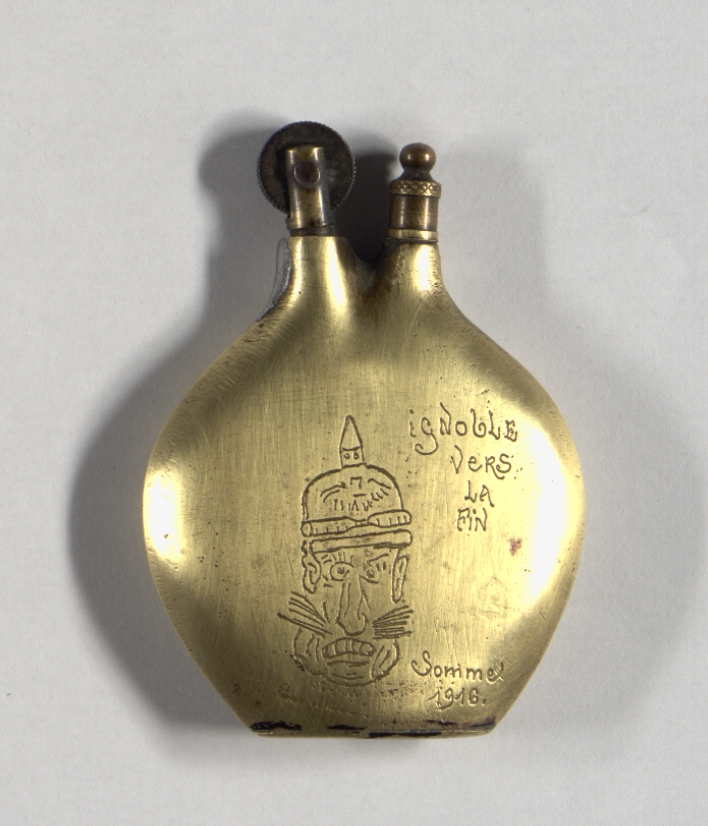
Briquet des tranchées, à essence.

Les briquets à essence sont répandus et conviennent à tous types d'usage. Ils ont été démocratisés, entre autres, grâce aux soldats de la Première Guerre mondiale,,.
Ce sera le « briquet de tranchées » ou « briquet des poilus », bien utile durant la guerre de positions, puisque l'allumette à friction (inventée en 1827) aurait été difficile à conserver dans les tranchées humides et révélerait la présence des soldats. Ce briquet fait partie de l'artisanat de tranchée car il est facile à fabriquer en associant les éléments précédents du briquet à amadou à un petit réservoir métallique, destiné à contenir un distillat léger du pétrole dont on imbibe la mèche de coton. Il est également commercialisé et peut prendre des formes très variées.

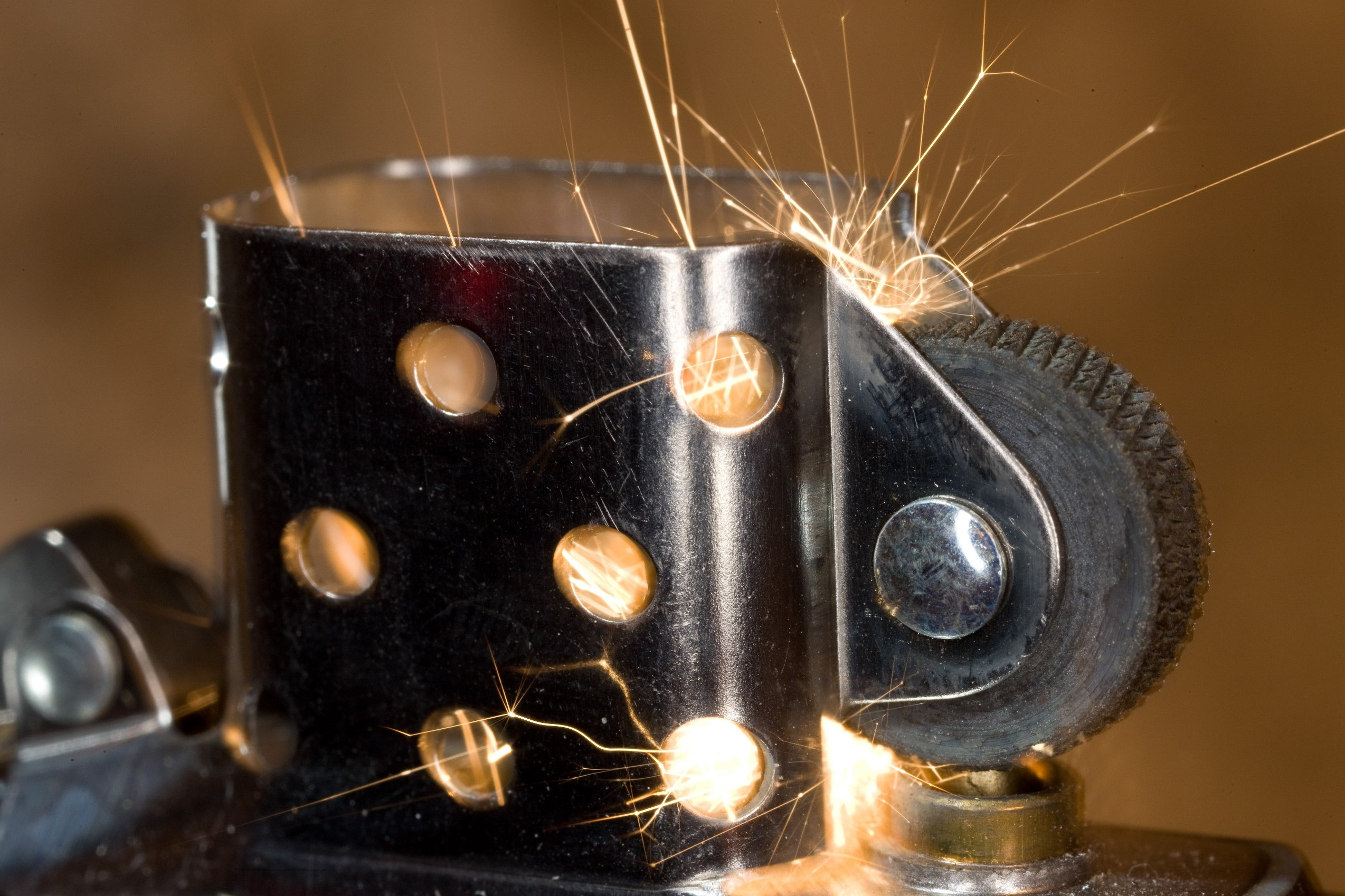
Allumage d'un briquet à essence Zippo.

Les briquets à essence présentent une large autonomie et sont rechargeables. Le combustible imbibe une mèche par capillarité. Un ressort presse une pierre à briquet contre la molette. En actionnant la molette avec le pouce, on produit une gerbe d'étincelles qui allume les vapeurs du combustible. La flamme, de grande taille, résulte d'une combustion incomplète : elle est jaune orangé, et produit des vapeurs noirâtres.
En 1936, aux États-Unis, un brevet est déposé pour un briquet à essence dérivé du briquet tempête : le Zippo qui connaît un succès durable. Il est rectangulaire, doté d'une grille pour protéger la flamme et d'un capuchon relié au réservoir par une charnière. À défaut d'essence à briquet, il était possible d'utiliser ponctuellement d'autres produits inflammables (Essence F, Alcool à brûler, kérosène...) avec le risque d'endommager le dispositif d'allumage ou d'avoir une combustion inadaptée ou malodorante.

### Briquets à gaz

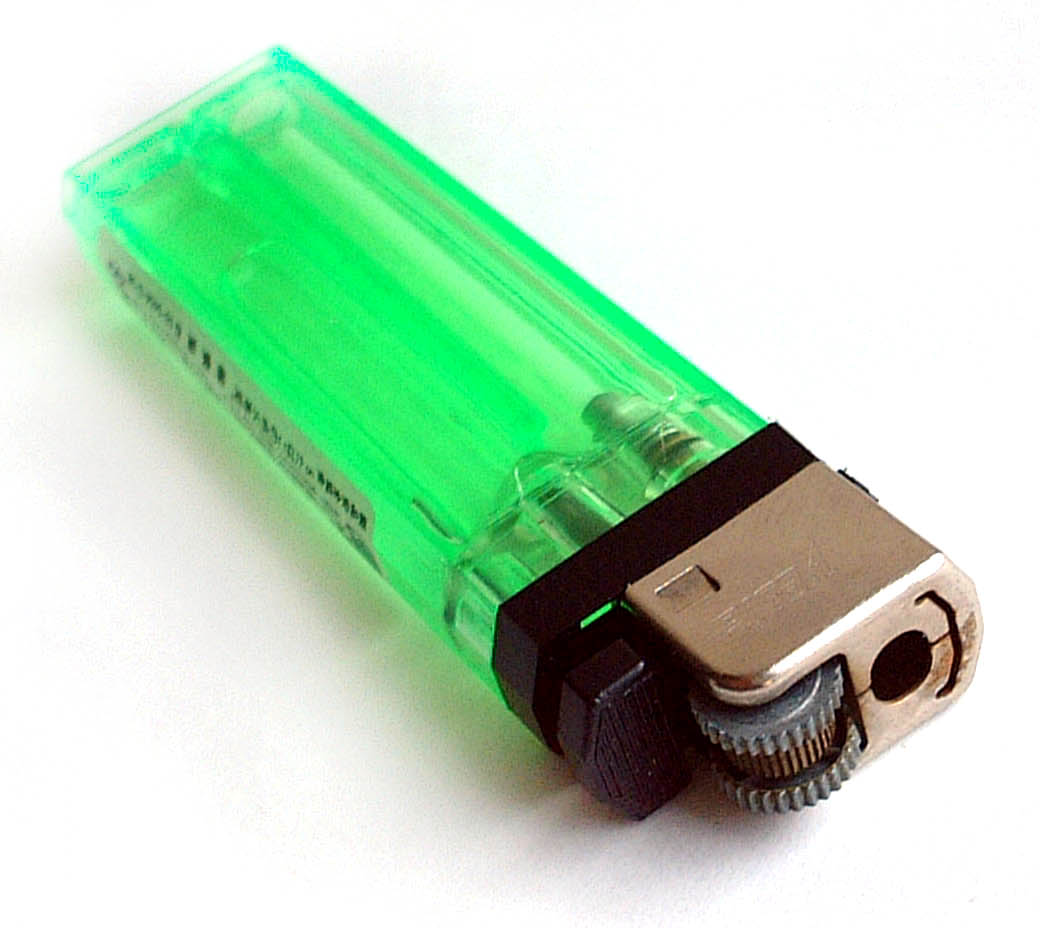
Un briquet à gaz jetable.

Le briquet à gaz est une invention française (de Henry Pingeot, grand-père d'Anne Pingeot). C'est Marcel Quercia, directeur de la firme Flaminaire (BIC, Flamagas) qui lance les premiers modèles, un de table et un autre de poche nommés respectivement le Gentry et le Crillon en 1948.
Les briquets à gaz sont les plus courants : produits en quantité industrielle dès les années 1960, notamment par le fabricant Cricket, l’espagnol Clipper et, plus tard, le français Bic, ils consistent pour la plupart à provoquer l'ignition d'un gaz inflammable, souvent du butane, de la même manière que pour les briquets à essence décrits plus haut. Ces briquets classiques, bon marché, entrent en concurrence avec les deux autres types de briquets à gaz.

#### Briquets automatiques
Les automatiques provoquent la production d'une étincelle via un dispositif électronique, généralement piézoélectrique. Une simple pression sur un bouton poussoir suffit à relâcher le gaz combustible et à provoquer une étincelle.

#### Briquets tempête
Les briquets tempêtes tirent leur nom de l'invention de marins, pour qui les vents et les éléments, lorsqu'ils sont en mer, empêchent l'ignition du gaz combustible du fait de sa dispersion. Contrairement à l'opinion populaire, le butane contenu dans les briquets tempêtes n'est pas à une pression très élevée. Les briquets à l'épreuve du vent font un meilleur  mélange du combustible avec l'air, et parfois, font passer le mélange air-butane à travers un catalyseur, ce qui provoque une combustion complète du carburant, avec une flamme bleutée. La chaleur ainsi dégagée peut avoisiner les 1 200 °C à 1 500 °C. La flamme initialement bleue peut être teinte en rouge ou en vert en vaporisant[pas clair] sur son passage un filament de métal (par exemple, du cuivre pour obtenir une flamme verte).

### Briquets pneumatiques
Ils sont composés d'un cylindre et d'un piston dont l'extrémité inférieure est une logette qui permet d’accueillir un initiateur. Le piston est muni d'un joint graissé (caoutchouc, cuir, filasse) pour assurer l'étanchéité lors du déplacement du piston dans le cylindre. Lorsqu'on appuie fortement et rapidement sur le piston, l'air enfermé dans le cylindre est comprimé et sa température augmente (compression adiabatique). Cet échauffement est suffisant pour atteindre la température d'auto-inflammation dans l'air de substances telles que le tissu carbonisé ou l'amadou. Un briquet pneumatique permet d'obtenir une braise en un seul geste vif. Il faut ensuite retirer rapidement le piston afin de permettre à l'initiateur embrasé de se consumer dans l'air et d'allumer un autre combustible. 
Le briquet pneumatique a été inventé et commercialisé en Europe au XIXe siècle. C'est cela qui a inspiré Rudolf Diesel pour son moteur.

### Briquets solaires
Le briquet solaire fonctionne par concentration de la lumière du soleil sur un point précis, il nécessite l'utilisation d'un miroir concave ou d'une lentille. Il existe des briquets solaires depuis fort longtemps, on trouve un brevet pour un appareil dit briquet solaire en 1878 et un autre brevet pour un briquet solaire en 1885.
Différents briquets solaires en plastiques ont été mis sur le marché à partir de 1970,. Actuellement le briquet solaire se décline sur la base d'un miroir parabolique en aluminium à l'intérieur d'une coque, celui-ci présente un intérêt indéniable, absence totale de mécanisme, combustible, mèche, pierre, etc., et un inconvénient majeur, le briquet solaire ne peut pas fonctionner par temps couvert et la nuit.

### Briquets jetables
En 1961, l'entreprise française Feudor a lancé le premier briquet jetable au monde, commercialisé sous la marque Cricket. Ce briquet innovant, fabriqué en plastique, offrait une alternative pratique aux briquets rechargeables traditionnels. Son design simple et son prix abordable ont rapidement séduit les consommateurs.

En 1970, Gillette, une société du groupe P&G a acquis une part importante de Feudor, ce qui a permis à la marque Cricket de s'étendre à l'international. Aujourd'hui, Cricket est reconnu comme le premier briquet jetable au monde et continue d'être un acteur majeur sur le marché.

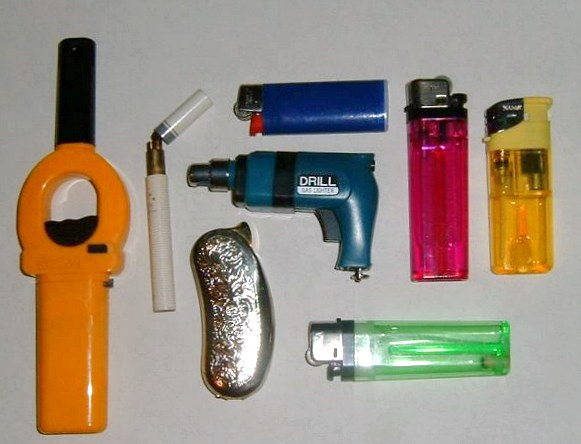
Briquets variés.

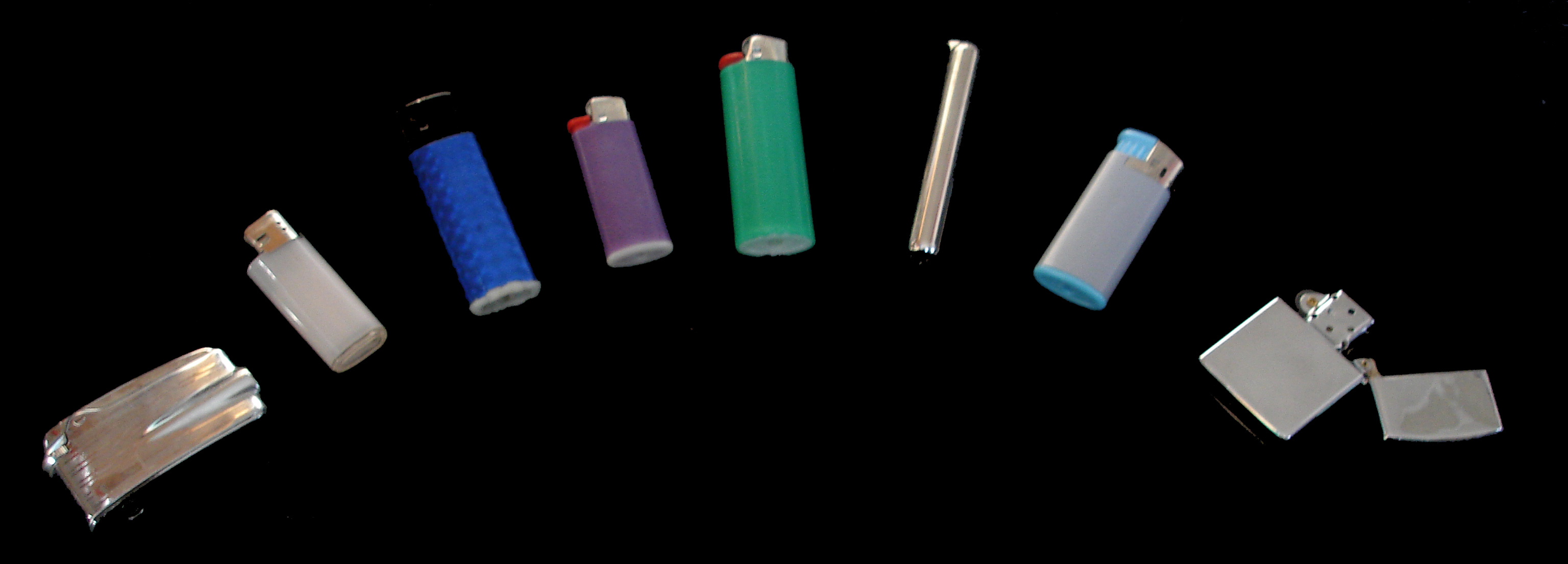
Briquets de poche variés.

## Législation
Au Portugal, l'usage et la simple détention de briquets a nécessité une licence de 1937 à 1970. Cette licence avait été instaurée, sous la dictature d'Antonio Salazar, par le décret-loi no 28:219 du 24 novembre 1937, afin de soutenir les fabricants locaux d'allumettes[réf. souhaitée]. Les contrevenants s'exposaient à une amende de 250 escudos (la somme était doublée pour les fonctionnaires et les militaires). La licence ne fut supprimée que par le décret-loi no 237/70 du 25 mai 1970[réf. souhaitée].